# مايك بيترز (صحفي)
مايك بيترز (بالإنجليزية: Mike Peters)‏ هو فنان قصص مصورة وصحفي ورسام توضيحي أمريكي، ولد في 9 أكتوبر 1943 في سانت لويس في الولايات المتحدة.

## وصلات خارجية
- مايك بيترز على موقع IMDb (الإنجليزية)
- مايك بيترز على موقع إن إن دي بي (الإنجليزية)